# Абдулах-хан
Абдулах-хан (тат. Ğabdullah, 1340–1370) — хан Золотої Орди під час Великої зам’ятні.

## Біографія
Походив з роду Чингізідів. Тривалий час вважався молодшим з дев'ятьох синів (за іншими відомостями, онук) Узбек-хана. Втім нові дослідження вказують на родовід від Уран-Тимура (відомого як Кін-Тимур).
Суттєвої ролі не відігравав, виступаючи як номінальний володар. При підтримці беклярбека Мамая у 1361 був оголошений ханом. Виступив проти Тимур-Ходжи-хана. Скинув останнього, не зміг затвердитися на Волзі, воював з ханами Ордумелік-шейхом та Кільдібеком. Восени 1362 року почалася нова війна з Мюрад-ханом, який прийшов з річки Яїк. В цей час військо Абдулаха було розгромлено Великим князем Литовським і Руським Ольгердом на річці Сині Води (Синюсі), завдяки чому українські землі позбавилися монгольського іга.
У вересні 1364 року війська Мамая та Абдулаха захопили столицю Орди — Новий Сарай. Втім уже в серпні 1365 року вимушені були залишити пониззя Волги через поразку від Азіз-шейха. З 1367 до 1369 року Абудлах декілька разів захоплював столицю, але щоразу не на тривалий час. Зрештою беклярбек Мамай, побачивши втрату підтримки золотоординської знаті, вирішив замінити Абдулаха. Він стратив його, замінивши на Мухаммед-Булак-хана.

## Ставка хана на території України
Літню ставку хана Абдулаха виявили археологи на Луганщині неподалік села Шипилівка Попаснянського району. Вона розташована на березі Сіверського Дінця й являє собою коло діаметром 800 м. За виявленими монетами робиться висновок, що ставка належала Абдулах-хану. Серед артефактів, за словами археологів, виявлена невелика бляшка із символом, «який дуже сильно нагадує герб України».